# The Absolution
L'Absolution è stata una stable di wrestling attiva nella WWE tra il 2017 e il 2019, formata da Mandy Rose, Paige e Sonya Deville.

## Storia
Mandy Rose e Sonya Deville, provenienti da NXT, hanno fatto il loro debutto nel main roster durante la puntata di Raw del 20 novembre 2017, aiutando la rientrante Paige ad attaccare Alicia Fox, Bayley, Mickie James e Sasha Banks, che stavano combattendo in un Fatal 4-Way match per determinare la prima sfidante al WWE Raw Women's Championship di Alexa Bliss; in seguito, le tre si sono presentate con il nome di Absolution.
Nella puntata di Raw dell'11 dicembre Mandy Rose e Paige hanno sconfitto Bayley e Mickie James. Nella puntata di Raw del 18 dicembre l'Absolution è stata sconfitta da Bayley, Mickie James e Sasha Banks per squalifica. Nella puntata di Raw del 25 dicembre l'Absolution ha sconfitto Bayley, Mickie James e Sasha Banks. Nella puntata di Raw dell'8 gennaio 2018 Mandy Rose e Sonya Deville sono state sconfitte da Bayley e Sasha Banks. Nella puntata speciale di Raw 25th Anniversary del 22 gennaio Mandy Rose, Alicia Fox, Nia Jax e Sonya Deville sono state sconfitte da Asuka, Bayley, Mickie James e Sasha Banks. Nella puntata di Raw del 12 febbraio Mandy Rose e Sonya Deville hanno sconfitto la WWE Raw Women's Champion Alexa Bliss e Mickie James. Nella puntata di Raw del 19 febbraio Mandy Rose, Sonya Deville e la WWE Raw Women's Champion Alexa Bliss sono state sconfitte da Bayley, Mickie James e Sasha Banks. Nella puntata di Raw del 19 marzo Mandy e Sonya hanno sconfitto Bayley e Sasha Banks. L'8 aprile, nel kick-off di WrestleMania 34, Mandy e Sonya hanno partecipato alla prima edizione della WrestleMania Women's Battle Royal ma sono state eliminate da Bianca Belair, Dakota Kai, Kairi Sane e Taynara Conti. Successivamente, il 9 aprile, Paige è stata costretta al ritiro a causa di un infortunio ed è stata nominata General Manager di SmackDown.

## Nel wrestling

### Mosse finali
- Mandy Rose
  - Bed of Roses (Double underhook lifting sitout facebuster)
- Paige
  - PTO (Inverted sharpshooter)
- Sonya Deville
  - Hellevator (Vertical suplex in una Spinebuster)

### Musiche d'ingresso
- Stars in the Night dei CFO$